# Hassan Nazari
Hassan Nazari (en persa: حسن نظری‎, Abadán, Irán; 19 de agosto de 1956) es un exfutbolista de Irán que jugaba en la posición de defensa.

## Carrera

### Club
| Periodo   | Club                 |
| --------- | -------------------- |
| 1972–1974 | Sepah Abadan FC      |
| 1974–1975 | Sanat Naft Abadan FC |
| 1975–1978 | Taj FC               |
| 1978–1982 | Al-Ahli              |
| 1985      | Dallas Americans     |
| 1989      | Richardson Rockets   |

### Selección nacional
Jugó para Irán de 1975 a 1978 donde anotó un gol en 35 partidos, ganó la Copa Asiática 1976 y participó en los Juegos Olímpicos de Montreal 1976 y en la Copa Mundial de Fútbol de 1978.

## Tras el retiro
Luego de retirarse se instaló en Estados Unidos, donde obtuvo la licencia de entrenador Clase "A". Estuvo vinculado con el equipo Dallas Tornado. Poco tiempo después funda el Dallas Texans Soccer Club, que cuenta con un exitoso programa de categorías menores. En ese tiempo se casaría con una estadounidense. Vive en Dallas, Texas, y es director de los Dallas Texans Soccer Club y ligado a las divisiones menores. El club es uno de los mejores de la nación en divisiones menores, ubicándose en el lugar #1.  Ha sido campeón nacional en varias categorías, como en la de nacidos en 1987, 1988 y 1992. Nazari ha tenido en su equipo a jugadores como Clint Dempsey, Omar González, Nick Garcia y Lee Nguyen.

## Logros

### Club
- UAE Pro League: 1

1979/80
- Copa Hazfi: 1

1977

### Selección nacional
- Copa Asiática: 1

1976